# قائمة المجازر في العراق
هذه قائمة المجازر التي وقعت في منطقة العراق الحديثة.

## ما قبل القرن العشرين
| التاريخ                        | المدينة | المجزرة           | الوفيات             | الجاني (المزعوم)                                                         | ملاحظة | مرجع        |
| ------------------------------ | ------- | ----------------- | ------------------- | ------------------------------------------------------------------------ | --- | ----------- |
| 29 كانون الثاني – 10 شباط 1258 | بغداد   | سقوط بغداد (1258) | 200,000 – 2,000,000 | الدولة الإلخانية إمبراطورية المغول · مملكة جورجيا · مملكة أرمينيا الصغرى | تتراوح التقديرات من 200,000 إلى 2,000,000 قتلى مدنيين                                                                                     | [ 1 ] [ 2 ] |
| 1812                           | كربلاء  | الهجوم على كربلاء | 2,000 – 5,000       | الدولة السعودية الأولى                                                   | جيوش وهابية بقيادة سعود الكبير بن عبد العزيز بن محمد آل سعود، الحاكم الثاني للدولة السعودية الأولى، هاجمت كربلاء وقتلت 2,000 – 5,000 شخص. |             |

## ما قبل صدام في القرن العشرين
| التاريخ           | المدينة           | المجزرة                 | الوفيات                                                                | الجاني (المزعوم)                                                 | ملاحظة                                                                                                | مرجع        |
| ----------------- | ----------------- | ----------------------- | ---------------------------------------------------------------------- | ---------------------------------------------------------------- | --- | ----------- |
| 4 أيار 1924       | كركوك             | مجزرة كركوك (أيار 1924) | 200-300                                                                | قوات ليفي الاشورية                                               | مجرة ارتكبها الليفين الاشوريين وقتل فيها 200-300 شخص بسبب خلاف بين جندي ليفي اشوري وصاحب محل تركماني. | [ 4 ] [ 5 ] |
| 7 آب – 11 آب 1933 | شمال العراق، سميل | مذبحة سميل              | بضعه الاف (تقدير بريطاني) 3,000–6,000 (تقدير آشوري)                    | الجيش الملكي العراقي (بقيادة بكر صدقي، وعشائر عربية وكردية       | قتل الجيش الملكي العراقي 600–3,000 آشوري مسيحي                                                        | [ 11 ]      |
| 1–2 حزيران 1941   | بغداد             | الفرهود                 | ~180 إلى 1,000+ يهودي قتل ~300–400 قتيل من مرتكبي المذابح أثناء القمع. | رشيد عالي الكيلاني، يونس السبعاوي، شباب فتوة، وحشد من العراقيين. | اعتبرت «بداية نهاية اليهودية في العراق».                                                              | [ 13 ]      |
| 12 تموز 1946      | كركوك             | حادثة كاورباغي          | 16-20                                                                  | الشرطة العراقية                                                  | ارتكبت مجزرة بحق المتظاهرين التركمان                                                                  |             |

- حادثة سجن بغداد 1953: مجزرة وقعت في سجن بغداد قتل فيها 7 سجناء وعشرات الجرحى.
- حادثة سجن الكوت: مجزرة وقعت في سجن الكوت عام 1953 قتل فيها 8 سجناء وعشرات الجرحى.
- مجزرة الموصل ( آذار 1959) مجزرة حدثت في الموصل بعد فشل انقلاب الشواف راح ضحيتها حوالي72 شخص .
- مجزرة تلكيف
- مجزرة دهوك
- مجزرة الدملماجة (مارس 1959): وهي مجزرة وقعت في الموصل راح ضحيتها 17 شخص بعد فشل ثورة الشواف.
- 14 يوليو 1959 مجزرة كركوك 1959. أعضاء أكراد من الحزب الشيوعي العراقي يستهدفون التركمان مخلفين ما يقدر بنحو 20 قتيلا. وأعقب ذلك قيام جنود أكراد من اللواء الرابع باستهداف مناطق سكنية تركمانية بقذائف الهاون، مما أدى إلى تدمير 120 منزلاً. ما بين 31-79 تركمان قتلوا وجرح 130. ووصفت الحكومة العراقية الحادث بأنه «مجزرة».[بحاجة لمصدر]
- في ديسمبر 1961م، دخل رجال مصطفى بارزاني قرية آشون الآشورية وذبحوا أكثر من 15 رجلاً بالإضافة إلى أسقف وكاهنين.[14]

## عهد صدام
- 27 يناير إعدامات بغداد 1969.
- في 16 سبتمبر 1969، قتل الجيش العراقي بقيادة الملازم عبد الكريم الجحيشي 47 شخصًا في قرية صوريا وخلف 22 جريحاً.[15]
- 1975 تطهيرات النجف. قتل أكثر من 100 رجل دين شيعي واعتقل 1250.
- 5 فبراير 1977، انتفاضة سفر. على الرغم من الحظر المفروض بوحشية على التدين العام، إلا أن الآلاف من الناس يتحدونه ويتوجهون إلى كربلاء خلال موسم الحج في الأربعين. قتل المئات واعتقل الآلاف من قبل النظام.
- 1978 - 1979 حملات التعريب البعثية في شمال العراق. 2500[16] إلى 12500[16]
- اختفى 50000 إلى 70.000 شيعي و50000 من نشطاء المعارضة والشيوعيين والأكراد والأقليات الأخرى في السجون العراقية في الثمانينيات[17]
- 7 مايو 1980، اضطهاد الأكراد الفيليين في عهد صدام حسين، على الصعيد الوطني؛ 15000[18][19] 25000[20][21] قتل الأكراد فيلي
- 8 يوليو 1982م، مجزرة الدجيل، 148 حالة وفاة.
- 10 مايو 1983. أمر صدام باعتقال آخر لجميع أفراد عائلة الحكيم. قُتل المئات ودُفنوا في مقابر جماعية.
- في يوليو وأغسطس 1983، بناءً على أوامر من الرئيس صدام حسين[22]، قُتل أكثر من 8000 رجل وصبي من أكراد البرزاني، بعضهم لا تزيد أعمارهم عن 13 عامًا، على يد البعثيين في العراق.[23][24][25]
- 1984 مذبحة سجن أبو غريب بمحافظة بغداد. 4.000 تم إعدامهم  [26]
- 1986م–1989م،حملة الأنفال،100000 - 50000 أكراد والأقليات العراقية الأخرى تمت قتلهم على يد النظام العراقي.
- 16 آذار / مارس 1988 هجوم بالغازات السامة على حلبجة: أكثر من 5000 قتيل. استخدمت الحكومة العراقية أسلحة كيماوية ضد بلدة كردية؛ تمت إدانته كعمل من أعمال الإبادة الجماعية (إبادة الأنفال المذكورة أعلاه).
- 13 فبراير 1991، قصف ملجأ العامرية، قتل 408 مدنيين في غارة جوية أمريكية.
- 1 مارس - أبريل 5 1991، انتفاضات، 1991 في العراق، على الصعيد الوطني: 25.000-180.000 قتيل (معظمهم من المدنيين).[27][28][29]

## بعد 2003
- 29 أغسطس 2003 , تفجير مسجد الإمام علي، 95 قتيل
- 19 مايو 2004 مجزرة حفلة عرس مقر الديب. قتل 42 مدنيا عراقيا برصاص جنود أمريكيين خلال حفل زفاف.
- 1 أغسطس 2004، هجمات كنائس في العراق، بغداد والموصل. توفي 12 وجرح 71.
- 24 أكتوبر 2004 مذبحة ضد مجندي الجيش العراقي الجديد على يد مسلحين سنة، 49 قتيلا.[30]
- 19 نوفمبر 2005 مجزرة حديثة، 24 مدنيا عراقيا قتلوا على يد قوات مشاة بحرية الولايات المتحدة.
- 12 مارس 2006 جرائم المحمودية على يد جنود الجيش الأمريكي، 4 قتلى.
- 15 مارس 2006 مذبحة بلد على يد القوات الأمريكية، قتل أربع نساء وخمسة أطفال، يبلغ عمر أحدهم خمسة أشهر.[31]
- مارس 2006، حادثة الإسحاقي، اعتقلت القوات الأمريكية 11 مدنيا وتعمدت إطلاق النار عليهم.[32]
- بين 7 و8 مايو 2006، تم العثور على 51 جثة في بغداد، جميعها مقيدة اليدين ومعصوبة الأعين ومصابين بطلقات نارية في الرأس والبطن.[33]
- 9 يوليو 2006، مجزرة حي الجهاد على يد المليشيات الشيعية، 40 قتيلاً.
- 27 مارس 2007 تفجيرات تلعفر، تلعفر: قتل 152 شيعيًا.
- 17 أبريل 2007، تم العثور على 51 جثة لمدنيين وعسكريين عراقيين قتلوا في العامين الماضيين في المحمودية، جنوب بغداد.
- 23 أبريل 2007، مجزرة الموصل. 23 مات واعتبرت جرائم القتل بمثابة انتقام لقتل الشرف لفتاة يزيدية تبلغ من العمر 17 عامًا.
- 29 يونيو 2007 مذبحة الحمر بالأحمر 10-14 مدني عراقي قتلوا على يد القاعدة.
- في 30 يونيو 2007، تم انتشال 35 إلى 40 جثة من مقبرة جماعية تم حفرها مؤخرًا في بلدة فيريس، جنوب الفلوجة، على الأرجح ضحايا للعنف الطائفي.
- 12 يوليو 2007، غارة جوية على بغداد قتلت 12 إلى 18 مدنياً عراقياً بواسطة مروحيتين أمريكيتين.
- 16 يوليو 2007، مجزرة بحق قرويين شيعة في قرية بمحافظة ديالى على يد مسلحين سنة، 29 قتيلا.[34]
- 14 أغسطس 2007 تفجيرات القحطانية من قبل المتمردين السنة، قتل 796.
- 16 سبتمبر 2007 مذبحة ساحة النسور ببغداد: إطلاق النار على بلاك ووتر في بغداد من قبل سرية عسكرية خاصة وقتل 17. أطلقت شركة عسكرية خاصة، بلاك ووتر سيكيوريتي كونسلتنج، النار على مدنيين عراقيين مما أسفر عن مقتل 17 وجرح 20 في ساحة النسور ببغداد أثناء مرافقتهم لقافلة سفارة أمريكية.
- بعد انتهاء الحملة العسكرية لمحافظة ديالى عام 2007 ، تم العثور على عشرات المقابر الجماعية. ولم يتضح من المسؤول رغم الاشتباه في القاعدة.

- 31 أكتوبر 2010، مجزرة سيدة النجاة، اقتحم مسلحون كنيسة سيدة النجاة وتم قتل 58.
- حزيران 2014، مجزرة سبايكر راح ضحيتها 2200 من الطلاب العسكريين الشيعة.
- أغسطس 2014, مجزرة سنجار، مجزرة جرت من قبل تنظيم الدولة الإسلامية (داعش) ضد الأقلية الإيزيدية وصلت ضحايا بعض التقديرات للمجرزة إلى حوالي 2000-5000.
- 22 أغسطس 2014, مجزرة مسجد مصعب بن عمير، قامت ميلشيات شيعية بقتل 73 شخصاً على الأقل في هجوم على مسجد مصعب بن عمير.
- 7/17 /2015 في ليلة العيد انفجار يهز منطقة خان بني سعد ذات الغالبية الشيعية وراح ضحيته أكثر من100 شخصا
- 31/12/2021 مجزرة جبلة وقبيل ساعات من استقبال العام الجديد، بحادثة مقتل 20 شخصاً من عائلة واحدة في جبلة بمحافظة بابل في جريمة اعتبرها كثيرون «إبادة جماعية»[35]